# Station Laval
Station Laval is een spoorwegstation in de Franse stad Laval.
Het station ligt op een hoogte van 70 m dicht bij het centrum van de stad. Het werd geopend in 1855 en ligt op kilometer 300,121 van de lijn Paris-Montparnasse naar Brest. Het is eveneens het beginpunt van de lijn Laval - Gennes-Longuefuye en van de voormalige lijn Laval - Pouancé.

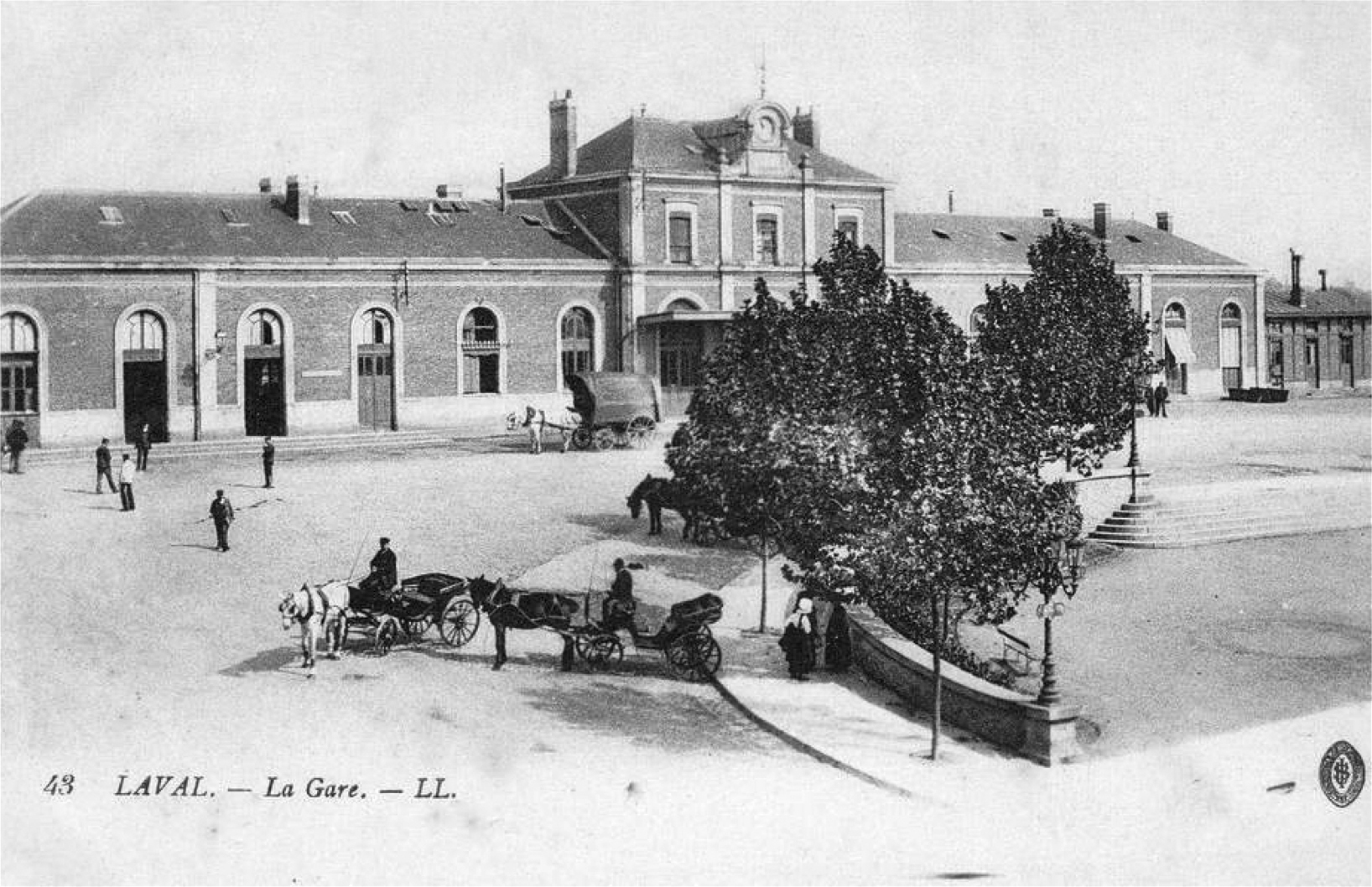
Stationsgebouw en stationsplein rond 1900